# François Duchesne
François Duchesne (Parigi, 1616 – 8 luglio 1693) è stato uno storico francese.

## Biografia
François Duchesne nacque a Parigi nel 1616, figlio dello storico André Duchesne.

## Opere
- History of the Chancellors of France (1680)

Duchesne ha pubblicato diverse edizioni di opere di suo padre tra cui:
- Antiquies of the Cities and Castles of France (1647),
- The History of the Poses (1653).